# Caenia
Caenia es un género de escarabajos de la familia Lycidae. Hay alrededor de 13 especies descritas en Caenia. Miden de 9 a 18 milímetros (0,4 a 0,7 plg). Se encuentran en el Nuevo Mundo. Tienen compuestos tóxicos y colores aposemáticos para ahuyentar a los depredadores. Se los suele encontrar en flores y vegetación, preferentemente cerca de agua. Son activos a fines de la primavera y en el verano. Algunas especies de polillas son mímicos de esta coloración (Lycomorpha pholus, Pyromorpha dimidiata).

## Descripción
Estos escarabajos tienen alas de tamaño mediano, ovaladas, rojizas y negras. Las antenas son dentadas. La cabeza es bastante pequeña, no alargada en forma de hocico. Los ojos facetados son grandes. El pronoto es pequeño, trapezoidal, las coberteras son extendidas hacia atrás, ovaladas.
Los adultos (imago) se encuentran a menudo en los bordes del bosque y frecuentemente en las flores.

## Especies
- Caenia amplicornis LeConte, 1881
- Caenia dimidiata (Fabricius, 1801)
- Caenia diversipennis (Pic, 1923)[5]
- Caenia excisa (Kirsch, 1865)[6][7]
- Caenia interrupta (Gorham, 1880)[6]
- Caenia kirschi (Bourgeois, 1880)[6]
- Caenia latefasciata (Pic, 1923)[6]
- Caenia loculata (Bourgeois, 1878)[6][7]
- Caenia mirifica (Kirsch, 1873)[6]
- Caenia peruviana (Kirsch, 1873)[6]
- Caenia scapularis (Newman, 1838)[6]
- Caenia scutellare (Kirsch, 1865)[7] Sinónimo: Calopteron scutellare, transferido a Caenia[8]
- Caenia sinuata (Kirsch, 1865)[6][7]

### Cladograma
| Caenia | \| \| Caenia amplicornis \| \| \| \| \| \| Caenia dimidiata \| \| \| \| |
|        | \| \| Caenia amplicornis \| \| \| \| \| \| Caenia dimidiata \| \| \| \| |
|        | Adoceta                                                                 |
|        |                                                                         |
|        | Benibotarus                                                             |
|        |                                                                         |
|        | Calochromus                                                             |
|        |                                                                         |
|        | Calopteron                                                              |
|        |                                                                         |
|        | Caloptognatha                                                           |
|        |                                                                         |
|        | Dictyoptera                                                             |
|        |                                                                         |
|        | Eropterus                                                               |
|        |                                                                         |
|        | Eros                                                                    |
|        |                                                                         |
|        | Falsocalleros                                                           |
|        |                                                                         |
|        | Idiopteron                                                              |
|        |                                                                         |
|        | Leptoceletes                                                            |
|        |                                                                         |
|        | Lopheros                                                                |
|        |                                                                         |
|        | Lucaina                                                                 |
|        |                                                                         |
|        | Lyconotus                                                               |
|        |                                                                         |
|        | Lycus                                                                   |
|        |                                                                         |
|        | Lygistopterus                                                           |
|        |                                                                         |
|        | Melaneros                                                               |
|        |                                                                         |
|        | Plateros                                                                |
|        |                                                                         |
|        | Platycis                                                                |
|        |                                                                         |
|        | Caenia amplicornis                                                      |
|        |                                                                         |
|        | Caenia dimidiata                                                        |
|        |                                                                         |

|  | Caenia amplicornis |
|  |                    |
|  | Caenia dimidiata   |
|  |                    |